# Lucius Cammius Maximus
Lucius Cammius Maximus war ein im 2. Jahrhundert n. Chr. lebender Angehöriger des römischen Ritterstandes (Eques).
Durch drei Weihinschriften auf Altären, die beim Kastell Alauna (Maryport) gefunden wurden und die auf 133/135 datiert werden, ist belegt, dass Maximus Kommandeur (Praefectus) der Cohors I Hispanorum equitata war, die zu diesem Zeitpunkt in der Provinz Britannia stationiert war. Aus einer der Inschriften geht darüber hinaus hervor, dass er demnächst als Kommandeur (Tribunus) zur Cohors XVIII Voluntariorum versetzt werden sollte, die in der Provinz Pannonia superior stationiert war.
Da Maximus dem Jupiter (Iovi Optimo Maximo) drei Altäre weihte, die nahe dem Exerzierplatz des Kastells aufgestellt wurden, war er für mindestens zwei Jahre Kommandeur der Kohorte in Britannien.